# Corona franciscana

## La corona franciscana es sinónimo delRosariode las Siete Gozos de laVirgen María
La devoción de los siete gozos de María ha florecido en una variedad de formas y comunidades. Particularmente entre los franciscanos, cistercienses y los Anunciades de Santa Juana en Francia.
La tradición franciscana indica en 1442 se difundió la noticia de una aparición de la Virgen María en Asís, a un novicio franciscano llamado Santiago. Desde niño, tenía la costumbre de ofrecer a la Virgen una corona de rosas. Cuando ingresó a los Hermanos Menores, ya no pudo seguir su costumbre. La Virgen se le apareció para consolarlo y le indicó otra ofrenda que podía ofrecer diariamente. Le sugirió rezar cada día siete decenas de Ave Marías intercaladas con la meditación de siete misterios gozosos que ella vivió en su vida. Fray Santiago comenzó esta devoción y, estando un día en oración, el director de Novicios lo vio con un ángel que iba tejiendo una corona de rosas, a medida que el novicio rezaba, y después de cada decena de rosas, insertaba un lirio dorado, al terminar de rezar Fray Santiago, el ángel colocó la corona sobre la cabeza del novicio. El Director le preguntó sobre el significado de la visión que había tenido, y al oír la explicación, lo contó a todos los frailes y pronto se difundió esta devoción a toda la Familia Franciscana.
Entre los Frailes Menores la promoción de la devoción está atribuida a San Buenaventura, Beato Cherubin de Spoleto, San Juan de Capistrano, Pelbart de Temesvár y San Bernardino de Siena por nombrar algunos. San Bernardino también tuvo una aparición de la Virgen cuando estaba meditando sobre los siete gozos de María. Esta devoción está favorecida con muchas indulgencias concedidas por los Papas.
En reflexionar sobre la virtud de gozo en la vida de la Virgen María recordamos la salutación de san Francisco a ella: Salve! Señora, Reina santa, Madre santa de Dios, María! Eres Virgen hecha iglesia …

## Cómo rezarlo
- {A}. 'Signo de la Cruz Líder': + En el nombre del Padre, y del Hijo, y del Espíritu Santo Todos: Amén!

- {B}.Misterios de Las Siete Alegrías de la Virgen María: {Después de cada Misterio se reza 1: Padre Nuestro y 10 Ave Marías.}
  1. La Anunciación a la Santísima Virgen {Lucas 1:26-33; 38}
  2. La Visitación de María a su prima Isabel. {Lucas 1:39-45}
  3. El Nacimiento de Nuestro Señor Jesús. {Lucas 2:1-7, u 2:6-12}
  4. La Adoración de los Reyes Magos/Epifanía. {Mateo 2:1-2, y 9 -11}
  5. La Presentación de Jesús en el Templo. {Lucas 2:22-23; 25-32}
  6. La Resurrección de Nuestro Señor Jesús. {Marcos 16:1-7, Lucas 24:36-41, Juan 20:19-22}
  7. La Asunción y Coronación de la Virgen Santísima. {Lucas 1:46-55, Salmo 45(44):11-14, Apoc.12:1;5-6}

  - Oraciones
    - Padre Nuestro {1x}: Padre Nuestro, que estás en el cielo, santificado sea tu nombre; venga a nosotros tu reino; hágase tu voluntad en la tierra como en el cielo. - Danos hoy nuestro pan de cada día, perdona nuestras ofensas como también nosotros perdonamos a los que nos ofenden; no nos dejes caer en la tentación y líbranos de todo mal. Amén.
    - Ave María: {10x}: Dios te salve, María, llena eres de gracia, el Señor es contigo; bendita tú eres entre todas las mujeres, y bendito es fruto de tu vientre, Jesús. - Santa María, Madre de Dios, ruega por nosotros los pecadores, ahora y en la hora de nuestra muerte. Amén.
- {C}. Como costumbre después del Séptimo Misterio se rezan 2: Aves para completar 72 Aves en honor de los años que, según la tradición, la Virgen vivió.
- {D}. Oración para el Papa: Como costumbre, terminando se reza 1: Padre Nuestro y 1: Ave María por las intenciones del Santo Padre el Papa.
- {E}. Signo de la Cruz: Líder: + En el nombre del Padre, y del Hijo, y del Espíritu Santo.

Todos: Amén.